# Präsentationsrecht zum Preußischen Herrenhaus
Das Präsentationsrecht zum Preußischen Herrenhaus war eine verfassungsrechtliche Regelung im Preußischen Staatsrecht, die mit der Änderung der sogenannten oktroyierten Verfassung ab 1853 die Möglichkeit schuf, für das neu geschaffene Preußische Herrenhaus bestimmte Personengruppen als Mitglieder dieser Kammer zu berufen.

## Verordnung
Ausgestaltet wurde die Art und Form zur Berufung der Mitglieder des Herrenhauses durch eine königliche Verordnung vom 12. Oktober 1854. Diese sah u. a. vor, dass der König ihm und dem königlichen Hause seit langem nahestehenden und besonders um den Staat verdienten altadligen Familien das Recht verleihen konnte, ihm, dem König, jeweils ein Mitglied besagter Familie zur Berufung als Mitglied des Herrenhauses vorzuschlagen. Weitere Voraussetzung für die Erteilung dieses Präsentationsrechtes war ausgedehnter Grundbesitz der Familie (nicht notwendigerweise des vorgeschlagenen Kandidaten).

## Mit dem Präsentationsrecht begnadete Familien
König Friedrich Wilhelm IV. machte erstmals am 24. Oktober 1854 von seinem Recht Gebrauch, eine Familie mit dem Präsentationsrecht zum Preußischen Herrenhaus auszuzeichnen. Insgesamt erteilte der König in der Anfangsphase des Herrenhauses 1854/5 nur zehn Familien dieses Privileg, und zwar folgenden Geschlechtern:
| - Alvensleben, - Arnim, - Borcke, - Bredow, - v. d. Groeben, | - Königsmarck, - v. d. Osten, - v. d. Schulenburg, - Schwerin und - Wedel. |

Alle diese Familien stammten aus altpreußischen Provinzen, zwei aus der zur Provinz Sachsen gehörenden Altmark (Alvensleben, Schulenburg), drei aus Brandenburg (Arnim, Bredow, Königsmarck), vier aus Pommern (Borcke, v. d. Osten, Schwerin, Wedel) und eine aus Ostpreußen (v. d. Groeben).

## Grundbesitz
Alle diese Familien waren reichlich mit Grundbesitz ausgestattet. 1855 berichtete der Magdeburger Oberpräsident über den Grundbesitz der altmärkischen Familien Alvensleben und Schulenburg. Danach hatten die Alvensleben 1855 in der Altmark 18 Rittergüter mit 11 100 ha, die Schulenburg 24 Rittergüter mit 19 300 ha und zusätzlich in Brandenburg 21 400 ha. Die von der Osten verfügten 1855 über 37 750 ha, die Arnim über ca. 30 000 ha, die Schwerin 1876 über 55 500 ha, die Wedel 1886 über 32 000 ha.

## Weitere Berufungen und abgelehnte Anträge auf Erteilung des Präsentationrechts
Bis 1857 hatte sich die Zahl der begnadeten Familien nur um eine erhöht, da am 2. Juli 1857 der Familie von Kleist das Präsentationsrecht erteilt worden war. Aber das Ansehen, das den ausgezeichneten Familien mit der Erteilung des Präsentationsrechts zugewachsen war, veranlasste viele andere alte preußische Familien, sich um einen entsprechenden Gnadenakt der Krone zu bewerben. Das bewog die Krone auf Immediatvorträge des Innenministers zunächst weitere Gesuche abzulehnen. So wurden von 1859 bis 1866 die Gesuche der Geschlechter Behr, Winterfeldt und Klitzing ebenso abgelehnt wie später die Anträge der Familien Saurma (1906–08), Prittwitz (1910), Dewitz (1912) und Flemming (1912). Dennoch war seit 1895 eine gewisse Wende in der Entscheidungspraxis durch Kaiser Wilhelm II. eingeleitet worden. Zwischen 1895 und 1908 wurde noch sieben Geschlechtern das Präsentationsrecht, oft gegen den Rat des Ministeriums, von Wilhelm II. erteilt. Es waren die Familien Puttkamer (1895), Below, Bonin, Bülow, Veltheim und Zitzewitz (1900). Als letzte Familie wurde 1908 die Familie von Hanstein ausgezeichnet, so dass 1918 bei Ausbruch der Revolution insgesamt 18 Familien das Präsentationsrecht zum Preußischen Herrenhaus besaßen. Alle Familien hatten dieses Recht regelmäßig genutzt, sodass bis Ausbruch der Revolution insgesamt 55 Mitglieder des Preußischen Herrenhauses auf Grund der Präsentation einer der berechtigten Familien im Herrenhaus Mitglied gewesen waren.